# A-Trane

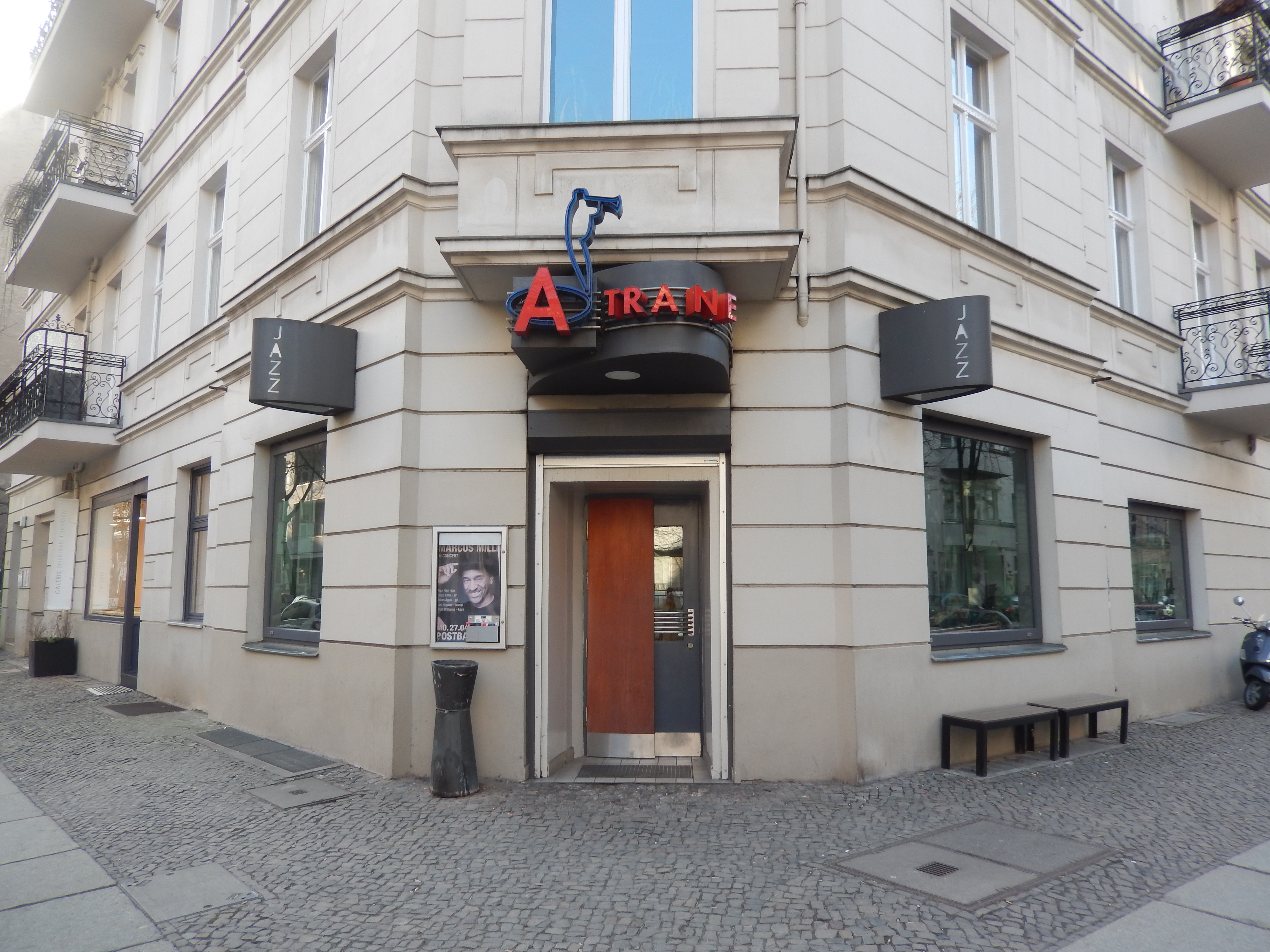
A-Trane, Eingangsbereich

Das A-Trane ist ein Jazzclub in Berlin-Charlottenburg mit internationalem Programm. Er fasst 80 bis maximal 100 Gäste, die an Tischen um die Bühne sitzen. Die Bühne ist etwa 12 Quadratmeter groß. Der Club ist auch ein Auftrittsort des JazzFest Berlin.

## Hintergrund
Der Club wurde im Herbst 1992 gegründet und ist nach John Coltrane (Spitzname „Trane“) benannt, mit einer Reminiszenz an den Duke-Ellington-Standard Take the A-Train.
Inhaber ist seit 1997 der türkischstämmige Ex-Grafiker und Basketballer Sedal Sardan, der 2002 versuchte, sich auf einen größeren Live-Club (mit Restaurantbetrieb), dem „Soultrane“ im „Stilwerk“, auszudehnen (ab 2003 in anderer Hand als „Soultrain“ weitergeführt) und mit der „BeBop Bar“ in Kreuzberg 1991 angefangen hatte. Er fungiert auch regelmäßig als MC. Im April 2013 wurde Sedal Sardan mit dem Deutschen Musikpreis „ECHO Jazz“ als „Förderer des Jazz“ gewürdigt.
Im April 2011 wurde das A-Trane mit dem Live Entertainment Award (LEA) in der Kategorie „bester Jazzclub Deutschlands“ ausgezeichnet. 2013 überreichte Kulturstaatsminister Bernd Neumann dem Club den Spielstättenprogrammpreis 2013, der in diesem Jahr erstmals für das „kulturell besonders hochwertiges Live-Musikprogramm im Jahr 2012“ vergeben wurde.

## Künstler
Im A-Trane traten unter anderem Dominic Miller, Wynton Marsalis, Herbie Hancock, Don Grusin, Lee Ritenour, Lee Konitz, Brad Mehldau, Larry Coryell, Dave Grusin, Diana Krall, Jasper van’t Hof, James Carter, Detroit Gary Wiggins, Esbjörn Svensson, Martina Barta oder Till Brönner auf. Von dort aufgenommenen Konzerten sind diverse Tonträger veröffentlicht worden, etwa von Mo’ Blow, Metro (Chuck Loeb, Mitchel Forman, Jerry Brooks, Wolfgang Haffner), DePhazz, Marc Schmolling, Joe Sachse/Ernst Bier oder Walter Norris/Leszek Możdżer.